# بخه قادا
بخه قادا (به لاتین: Bekhe Qada) یک منطقهٔ مسکونی در افغانستان است که در ولایت بامیان واقع شده‌است.